# クロニクル オブ ダンジョンメーカー
『クロニクル オブ ダンジョンメーカー』は、2006年9月28日に タイトーより発売されたPlayStation Portable用ゲームソフト。公式ジャンルは「ダンジョンアクションRPG」。

## 概要
プレイヤー自身がダンジョンのパーツを組み合わせてダンジョンを作り、そこに住み着いたモンスターを倒すというシステムを採用している。ダンジョンのパーツは建材店で購入でき、内装によって住み着くモンスターが変化する。ただし、下のフロアにいけるようになる「階段」やボスモンスターの出現する部屋など、特殊な条件を満たさないと入手できない建築資材もある。
モンスターを倒し、入手したアイテムを売却しつつ、ダンジョン購入資金を稼ぎ、ダンジョンを拡張していき、最終的には魔王すらも住みたくなるようなダンジョンを作りあげ、魔王を倒すのが目的。
ダンジョンは上から見下ろした視点のトップビューで、歩いた場所が自動的に記録されるオートマッピング機能も搭載されている。
アドホックモード（近距離でのPSP同士の通信）でダンジョンを作り、お互いに交換することが出来る。

## ダンジョン制作
ダンジョンは街の建材店でまずは建築資材を購入することからはじまる。建築資材は通路、部屋、内装、通路内装などに大きく分類される。倉庫、宝部屋、回復部屋、果樹園、座敷、ボスの部屋など様々な資材があるが、値段もさまざまで、強いモンスターが住み着きたくなるような豪華な内装はその分高額。それらの資材を組み合わせてダンジョンを作り、翌日になるとそのダンジョンに応じたモンスターが住み着くのでそれを倒すことになる。作成した通路や部屋は削除することで再び元の資材に戻すことができる。

## 街の施設
建材店
ダンジョンの建築資材を購入できる。通路、部屋、内装などの種類がある。
武具の店
武器や防具を売買できる。序盤は購入が主だが、強い武具はダンジョン内でのモンスターが持っているため、中盤以降はアイテム売却用。売却されたアイテムは店頭に並ぶようになる。
魔法屋
美人姉妹が経営する魔法と占いの店。占いでは冒険のヒントが貰える。魔法の呪文を購入すると、その魔法が使えるようになる。条件を満たすことで新しい魔法を入荷する。また、MPを回復させるマジックジュースも販売している。
広場
アイテムを買い取る買取屋、食料を購入できる市場、ヒントを貰える謎の老人がいる。
博物館
入手したアイテム、倒したモンスターが自動的に書き込まれる図鑑がある。
我が家
自分の家。食事でパラメータをアップしたり、睡眠で体力を回復することができる。睡眠時はセーブも行われる。また、倉庫にはアイテムを保管することもできる。
治癒病院
HPを回復させる回復薬や解毒剤、飲んでおくと死亡した際に自動的に復活できる蘇生薬などが購入できる。また、ダンジョン内でHPがゼロになった時はここに運び込まれて復活する。

## 依頼
また、時々街の住人からは特別なアイテムを入手するようにとの様々な依頼を受けることがあり、これに応じると新しいアイテムや金銭などの報酬を貰える。下のフロアへ進める階段キット、ボスの部屋などの特殊なダンジョン建築資材を入手できることもある。

## モンスターの肉
モンスターを倒すと素材を落とすことがある。それを持ち帰り、我が家で料理することで、キャラクターのパラメータを上昇させる料理が作れる。モンスターによって入手できる肉は異なり、それによって料理の種類、ひいては上昇させられるパラメータも変わってくる。
料理の一例
| 料理             | 食材                         | 効果           |
| ---------------- | ---------------------------- | -------------- |
| 野菜スープ       | 干し野菜                     | HP+1           |
| コウモリシチュー | コウモリのもも肉×2、干し野菜 | HP+6           |
| 山猫の尻尾スープ | 山猫の尻尾×2、干し野菜       | HP+3、STR+1    |
| 肝煮込み         | 野犬の肝×2、干し肉、干し野菜 | HP/MP+3、INT+1 |
| フライドウルフ   | 狼のヒレ肉、蛇油             | HP+16 STR+1    |

## アイテム
武器、根付、弓矢、盾、兜、防具上、防具下、小手、靴、マント、腕輪×2、指輪×8と合計20のアイテムを同時装備可能。この他には回復薬や、各種モンスターの肉などもある。根付は武器につけるもので、これにモンスターの牙を使うことで武器を強化することができる。

## 未知のダンジョン
このゲームのダンジョンは基本的に自分で作り上げるものだが、稀に、誰が作ったか分からない「未知のダンジョン」への入り口がダンジョン内に出現することがある。このダンジョンはプレイヤーが作ったものではなく（自動生成?）レアなアイテムを手に入れることが可能。未知のダンジョンへの入り口はいつ、どこに開くかは不明。